# In darkness let me dwell – Lieder aus der Finsternis
In darkness let me dwell – Lieder aus der Finsternis (dt. wörtlich etwa Lass' mich in der Dunkelheit leben) ist der Titel eines Hörspiels des Duo Merzouga (Janko Hanushevsky, Eva Pöpplein). Seine Produktion wurde unterstützt durch die Filmstiftung Nordrhein-Westfalen und die Arbeitsgruppe Ozeanische Akustik des Alfred-Wegener-Instituts Helmholtz-Zentrum für Polar- und Meeresforschung (AWI) in Bremerhaven. Die Ursendung fand am 17. Dezember 2016 statt. Es war das „Hörspiel des Monats“ Dezember 2016.
100 Jahre nach der gescheiterten Endurance-Expedition Ernest Shackletons bricht das Forschungsschiff Polarstern des AWI 2016 erneut in die Antarktis auf; das Hörspiel behandelt die beiden Thematiken und verschränkt sie.